# Neuralgia atípica del trigémino
La neuralgia atípica del trigémino (ATN), o neuralgia trigeminal de tipo 2, es una forma de la neuralgia del trigémino, un trastorno del quinto nervio craneal. Esta forma de dolor de los nervios es difícil de diagnosticar, ya que es poco común y los síntomas se superponen con otros trastornos. Los síntomas pueden incluir además de tener migraña y dolor de cabeza, o pueden confundirse con la migraña solo, o problemas dentales como trastorno de la articulación temporomandibular o los problemas músculo-esqueléticos ATN puede tener una amplia gama de síntomas y el dolor puede fluctuar en intensidad de dolor leve a una sensación de aplastamiento o ardor, y también al dolor extremo experimentado con la neuralgia del trigémino más común.

## Signos y síntomas
El dolor de ATN puede ser descrito como pesado, dolor punzante, y ardor. Algunos enfermos tienen una migraña como el dolor de cabeza constante. Otros pueden experimentar un intenso dolor en una o en las tres ramas del nervio trigémino, que afectan a los dientes, las orejas, los senos nasales, las mejillas, la frente, mandíbulas, superior e inferior, "detrás" de los ojos, y el cuero cabelludo. Además, las personas con ATN también pueden experimentar los golpes o puñaladas que se encuentran en el NT tipo 1.
Muchos pacientes con TN y ATN tienen dolor que se "activa" por toque ligero en la transferencia de zonas gatillo. El dolor ATN tiende a empeorar con hablar, sonreír, masticar, o en respuesta a sensaciones como una brisa fresca. El dolor ATN es a menudo continuo, y los períodos de remisión son raros. Tanto TN y ATN puede ser bilateral, aunque el carácter del dolor suele ser diferente en los dos lados a la vez.

## Causas
ATN se suele atribuir a la inflamación o desmielinización, con un aumento de la sensibilidad del nervio trigémino. Se cree que estos efectos son causados por la infección, enfermedades desmielinizantes, o la compresión del nervio trigémino (por una vena o arteria incidente, un tumor o una malformación arteriovenosa) y con frecuencia se confunden con problemas dentales. Un aspecto interesante es que esta forma afecta tanto a hombres y mujeres por igual y puede aparecer a cualquier edad, a diferencia de la neuralgia del trigémino típica, que se observa con mayor frecuencia en las mujeres. Aunque TN y ATN son más a menudo presentes en la quinta década, los casos se han documentado ya en la infancia.